# Monestir de Tomarza
El monestir Tomarza és un monestir armeni situat a Cumhuriyet, província de Kayseri, Turquia. Fou construït el 1715 i ara es troba en ruïnes després d'haver estat abandonat el 1915. Dins les ruïnes hi ha l'Escola Gregoriana Armenia, la qual fou on es feia el Festival de l'Assumpció on hi anaven armenis anatolis i licis.